# La Gira
La Gira is een televisieserie van Disney Channel Spanje. De hoofdrollen worden gespeeld door Lucía Gil en Paula Dalli.
Er is door het Vlaamse productiehuis Sultan Sushi een Vlaamse/Nederlandse versie gemaakt onder de naam On Tour voor Disney Channel Nederland en Vlaanderen.
Ook de serie: Highway Rodando la Aventura van Disney Channel Latijns America is lichtelijk op de serie gebaseerd.

## Soundtrack
Het album van "La Gira" (Album met de titel "La Gira Season 2 (Spanish Version)").
bevat liedjes gezongen door de fictieve band "Pop4u", en de speciale deelname van de band, ook fictief, "Los Cuervo". Hun CD bevat 13 nummers, terwijl de DVD, 9 video's, 5 muziekvideo's en 4 concertfragmenten. Het werd uitgebracht op 13 maart 2012, onder het label EMI.
Na de aankoop van de platenmaatschappij EMI (door Universal Music) werd het in 2016 door Universal herverdeeld.
Schijf 1 - CD
| #  | Lied                     | Componist                                                                                            | Kunstenaars                                    | Lengte |
| -- | ------------------------ | --- | ---------------------------------------------- | ------ |
| 1  | A girar                  | Aris Archontis, Jacobo Calderón, Jeannie Lurie, Chen Neeman, Alejandro Nogueras                      | Lucía Gil, Paula Dalli, Dani Sanchez           | 2:42   |
| 2  | Me haces tan feliz       | Aris Archontis, Jacobo Calderón, Jeannie Lurie, Chen Neeman, Alejandro Nogueras                      | Paula Dalli                                    | 3:18   |
| 3  | Eléctrica                | Aris Archontis, Jacobo Calderón, Jeannie Lurie, Chen Neeman, Alejandro Nogueras                      | Daniel Sánchez                                 | 2:54   |
| 4  | Superstar                | Jacobo Calderón, Jay L'Oreal (Jordan Dollar), Alejandro Nogueras, C. Dwight (Courtney Rashad Dwight) | Pop4U (Paula Dalli, Dani Sanchez, Lucía Gil)   | 3:10   |
| 5  | Un beso                  | Aris Archontis, Jacobo Calderón, Jeannie Lurie, Chen Neeman, Alejandro Nogueras                      | Lucía Gil                                      | 2:58   |
| 6  | Mi vida comienza aquí    | Aris Archontis, Jacobo Calderón, Jeannie Lurie, Chen Neeman, Alejandro Nogueras                      | Paula Dalli                                    | 3:07   |
| 7  | Inténtalo (Determinate)  | Jacobo Calderón, Andy Dodd, Adam Watts                                                               | Pop4U (Lucia Gil, Paula Dalli, Dani Sanchez    | 3:18   |
| 8  | Esta vida es una carrera | Aris Archontis, Jacobo Calderón, Jeannie Lurie, Chen Neeman, Alejandro Nogueras                      | Andrea Guasch                                  | 2:06   |
| 9  | Voy a subir              | Aris Archontis, Jacobo Calderón, Jeannie Lurie, Chen Neeman, Alejandro Nogueras                      | Lucía Gil, Paula Dalli, Dani Sánchez           | 3:06   |
| 10 | Tú eres mi canción       | Aris Archontis, Jacobo Calderón, Jeannie Lurie, Chen Neeman                                          | Lucía Gil                                      | 3:02   |
| 11 | Cámbialo                 | Adam Anders, Peer Astrom, Jacobo Calderón, Nikki Hassman, Alejandro Nogueras                         | Paula Dalli                                    | 3:10   |
| 12 | Preparados para volar    | Aris Archontis, Jacobo Calderón, Jeannie Lurie, Chen Neeman, Alejandro Nogueras                      | Lucía Gil, Paula Dalli                         | 2:57   |
| 13 | Preparados para volar    | Aris Archontis / Jacobo Calderón / Jeannie Lurie / Chen Neeman / Alejandro Nogueras                  | Andrea Guasch, Jorge Clemente, Ramon San Román | 2:56   |

Schijf 2 - DVD
Muziekvideo's:
| # | Song                     | Writers                                                                         | Artists                                      | Length |
| - | ------------------------ | ------------------------------------------------------------------------------- | -------------------------------------------- | ------ |
| 1 | A girar                  | Aris Archontis, Jacobo Calderón, Jeannie Lurie, Chen Neeman, Alejandro Nogueras | Lucía Gil, Paula Dalli, Dani Sanchez         | 2:42   |
| 2 | Inténtalo (Determinate)  | Jacobo Calderón, Andy Dodd, Adam Watts                                          | Pop4U (Lucía Gil, Paula Dalli, Dani Sanchez) | 3:18   |
| 3 | Esta vida es una carrera | Aris Archontis, Jacobo Calderón, Jeannie Lurie, Chen Neeman, Alejandro Nogueras | Lucía Gil, Paula Dalli                       | 2:06   |
| 4 | Tú eres mi canción       | Aris Archontis, Jacobo Calderón, Jeannie Lurie, Chen Neeman                     | Lucía Gil                                    | 3:02   |
| 5 | Cámbialo                 | Adam Anders, Peer Astrom, Jacobo Calderón, Nikki Hassman, Alejandro Nogueras    | Paula Dalli                                  | 3:10   |

Concertclips:
| # | Song                  | Writers                                                                         | Artists                                     | Length |
| - | --------------------- | ------------------------------------------------------------------------------- | ------------------------------------------- | ------ |
| 1 | Me haces tan feliz    | Aris Archontis, Jacobo Calderón, Jeannie Lurie, Chen Neeman, Alejandro Nogueras | Paula Dalli                                 | 3:18   |
| 2 | Superstar             | Jacobo Calderón, Jay L'Oreal, Alejandro Nogueras                                | Pop4U (Lucía Gil, Paula Dalli, Dani Sanchez | 3:10   |
| 3 | Voy a subir           | Aris Archontis, Jacobo Calderón, Jeannie Lurie, Chen Neeman, Alejandro Nogueras | Lucía Gil, Paula Dalli, Dani Sánchez        | 3:06   |
| 4 | Preparados para volar | Aris Archontis, Jacobo Calderón, Jeannie Lurie, Chen Neeman, Alejandro Nogueras | Lucía Gil, Paula Dalli                      | 2:57   |

## Engelse Soundtrack
Medio 2011 namen ze de nummers van de serie in het Engels op, waaronder Drive, One Kiss, Life's Gonna Happen, Ours To Win, Worthwhile, Electric, Superstar (Engelse versie), I'm Going Up en Try Again. Dit werd bevestigd op Twitter door Paula Dalli, een van de hoofdrolspelers in de serie en een van de leden van de fictieve groep "Pop4U". Tot op de dag van vandaag heeft Disney alleen Drive through iTunes uitgebracht op de EP La Gira. Sommige van de Engelse versies van de nummers zijn uitgebracht door andere artiesten zoals Ruggero Pasquarelli, Martina Russomanno, Arianna Costantin, Andrea Pisani, Juanma Rios, Cris Pedrozo en Javier Alfaro, dit is te controleren via websites als Discogs, iTunes, ASCAP of Broadcast Music Incorporated.
Alle nummers werden in het Engels uitgebracht op 26 december 2019 op een album getiteld "The Tour", uitgevoerd door artiesten Juanma Rios, Cris Pedrozo en Javier Alfaro met medewerking van zangeres Judith Olmo (onder de artiestennaam Judy Rios). Sinds februari 2019 konden de artiesten die de nummers op het album gingen zingen worden gecontroleerd door de registratie van de muzikale composities bij ASCAP en Broadcast Music, Inc. en maanden later werd dit bevestigd door de artiest Juanma Rios. Dit was de eerste keer dat alle nummers in de serie in hun oorspronkelijke taal (Engels) werden uitgebracht.
| # | Lied                | Componist                                                       | Kunstenaars                              | Lengte |
| - | ------------------- | --------------------------------------------------------------- | ---------------------------------------- | ------ |
| 1 | Drive               | Aris Archontis, Jeannie Lurie, Chen Neeman                      | Juanma Rios, Cris Pedrozo, Javier Alfaro | 2:43   |
| 2 | Worthwhile          | Aris Archontis, Jeannie Lurie, Chen Neeman                      | Juanma Rios, Cris Pedrozo                | 3:16   |
| 3 | Electric            | Aris Archontis, Jeannie Lurie, Chen Neeman                      | Juanma Rios                              | 2:53   |
| 4 | Superstar           | Jordan Dollar (Jay L'Oreal), Courtney Rashad Dwight (C. Dwight) | Juanma Rios                              | 2:50   |
| 5 | One Kiss            | Aris Archontis, Jeannie Lurie, Chen Neeman                      | Juanma Rios                              | 2:58   |
| 6 | Life's Gonna Happen | Aris Archontis, Jeannie Lurie, Chen Neeman                      | Juanma Rios                              | 3:05   |
| 7 | Ours To Win         | Aris Archontis, Jeannie Lurie, Chen Neeman                      | Juanma Rios, Javier Alfaro               | 2:07   |
| 8 | I'm Going Up        | Aris Archontis, Jeannie Lurie, Chen Neeman                      | Juanma Rios                              | 3:07   |
| 9 | Try Again           | Aris Archontis, Jeannie Lurie, Chen Neeman                      | Juanma Rios, Cris Pedrozo, Judy Rios     | 2:53   |

## Afleveringen
| Seizoen | Afleveringen | Uitgezonden   | Uitgezonden     | Uitgezonden   | Uitgezonden    |
| Seizoen | Afleveringen | Seizoen start | Seizoen finale  | Seizoen start | Seizoen finale |
| ------- | ------------ | ------------- | --------------- | ------------- | -------------- |
| 1       | 26           | 4 maart 2011  | 27 januari 2012 | 22 april 2019 | 2019           |

| Seizoen | Afleveringen | Uitgezonden   | Uitgezonden    |
| Seizoen | Afleveringen | Seizoen start | Seizoen finale |
| ------- | ------------ | ------------- | -------------- |
| 2       | 26           | 2 maart 2012  | 14 juli 2013   |

### Seizoen 1
| #  | Titel                              | Uitzenddatum      | Uitzenddatum  |
| -- | ---------------------------------- | ----------------- | ------------- |
| 1  | "Foto de familia"                  | 4 maart 2011      | 22 april 2019 |
| 2  | "Las flores del mal"               | 4 maart 2011      | 23 april 2019 |
| 3  | "El virus"                         | 11 maart 2011     | 24 april 2019 |
| 4  | "Ovnis"                            | 18 maart 2011     | 29 april 2019 |
| 5  | "Nueva canción, nuevos conflictos" | 25 maart 2011     | 30 april 2019 |
| 6  | "El baño"                          | 1 april 2011      | 1 maart 2019  |
| 7  | "El nuevo coreógrafo"              | 15 april 2011     | 6 maart 2019  |
| 8  | "El motorista"                     | 14 april 2011     | 7 maart 2019  |
| 9  | "El cumpleaños"                    | 22 april 2011     | 8 maart 2019  |
| 10 | "La otra fan"                      | 29 april 2011     |               |
| 11 | "No te pases de la raya"           | 6 maart 2011      |               |
| 12 | "El pueblo de los teloneros"       | 13 maart 2011     |               |
| 13 | "El gran jefe"                     | 27 maart 2011     |               |
| 14 | "El taponado"                      | 3 juni 2011       |               |
| 15 | "El souvenir"                      | 3 juni 2011       |               |
| 16 | "Carambola"                        | 17 juni 2011      |               |
| 17 | "El partido"                       | 24 juni 2011      |               |
| 18 | "La unión hace la fuerza"          | 1 juli 2011       |               |
| 19 | "Control policial"                 | 15 juli 2011      |               |
| 20 | "La Beca"                          | 29 juli 2011      |               |
| 21 | "Mi vida sin Maika"                | 19 augustus 2011  |               |
| 22 | "El Robo"                          | 26 augustus 2011  |               |
| 23 | "La playa"                         | 2 september 2011  |               |
| 24 | "Supervivientes"                   | 16 september 2011 |               |
| 25 | "Nunca me han besado"              | 27 januari 2012   |               |
| 26 | "Laura no está, Laura se fue"      | 27 januari 2012   |               |

### Seizoen 2
| #     | Titel                        | Uitzenddatum     |
| ----- | ---------------------------- | ---------------- |
| 1     | "El reencuentro"             | 2 maart 2012     |
| 2     | "El bailarín"                | 2 maart 2012     |
| 3     | "La carpa"                   | 9 maart 2012     |
| 4     | "El fan fatal"               | 9 maart 2012     |
| 5     | "Ponte en mi lugar"          | 16 maart 2012    |
| 6     | "El mago Marcos"             | 16 maart 2012    |
| 7     | "La mosca tsé-tsé"           | 30 maart 2012    |
| 8     | "La apuesta"                 | 30 maart 2012    |
| 9     | "De este huevo, este Cuervo" | 13 april 2012    |
| 10    | "La canción perfecta"        | 13 april 2012    |
| 11/12 | "Me piro, Vampiro"           | 27 april 2012    |
| 13    | "La subasta"                 | 18 mei 2012      |
| 14    | "La máquina del tiempo"      | 18 mei 2012      |
| 15    | "Las desapariciones"         | 8 juni 2012      |
| 16    | "Enseñame a bailar "         | 8 juni 2012      |
| 17    | "Ella canta sola"            | 2 november 2012  |
| 18    | "La Mascota"                 | 2 november 2012  |
| 19    | "El escarabajo de Jade"      | 9 november 2012  |
| 20    | "El libro"                   | 4 november 2012  |
| 21    | "El premio"                  | 12 februari 2013 |
| 22    | "Una canción para Lucas"     | 12 februari 2013 |
| 23    | "La gran escapada"           | 14 juli 2013     |
| 24    | "Duelo en sol sostenido"     | 14 juli 2013     |
| 25/26 | "El girar se va a acabar"    | 14 juli 2013     |